# Peshawar Zalmi
Die Peshawar Zalmi sind eine Cricketmannschaft in Peschawar. Das Franchise spielt seit der Saison 2016 in der Pakistan Super League (PSL).

## Geschichte
Die Mannschaft war als eine der Gründungsmitglieder Teams der PSL im Jahr 2016. Es wurde bei der Auktion der Franchises im Dezember 2015 für 1,6 Millionen US-Dollar pro Jahr für eine 10-jährige Laufzeit durch Haier erworben. In der darauf folgenden Spielerauktion sicherte sich das Team in der ersten Runde Shahid Afridi. In der ersten Saison konnten sie die Vorrunde für sich entscheiden und qualifizierten sich so für die Playoffs. Im ersten Spiel verloren sie gegen die Quetta Gladiators und hatten so eine zweite Chance in der Vorschlussrunde. Dort scheiterten sie dann gegen die Islamabad United.
In der zweiten Saison im Jahr 2017 gelang es ihnen mit vier Siegen abermals die Vorrunde zu gewinnen. Wieder scheiterten sie im Halbfinale an den Quetta Gladiators, konnten sich aber dieses Mal in der Vorschlussrunde gegen die Karachi Kings durchsetzen. Im Finale trafen sie abermals auf Quetta und konnten sich dieses Mal mit 58 Runs durchsetzen.
Für die dritte Saison wählten sie als ihren wichtigsten neuen Spieler im Draft Evi Lewis. In der Vorrunde erzielten sie mit einer ausgeglichenen Bilanz den dritten Platz und spielten im Halbfinale gegen Quetta. Dieses Spiel konnten sie mit 1 Run gewinnen. In der Vorschlussrunde spielten sie gegen Karachi und konnten auch dieses Spiel für sich entscheiden und ins Finale einziehen. Dort Unterlagen sie dann Islamabad United.
In der vierten Saison 2019 belegte das Team mit sieben Siegen wieder den ersten Platz in der Vorrunde. Im Halbfinale konnten unterlagen sie Quetta mit 10 Runs. Daraufhin spielten sie in der Vorschlussrunde gegen Islamabad United und konnten sich mit 48 Runs durchsetzen. Dort trafen sie abermals auf Quetta und verloren mit 8 Wickets.
In der Spielerauktion für die folgende Saison sicherten sich das Team keinen Spieler der höchsten Kategorie, jedoch mit Shoaib Malik und Tom Banton zwei Spieler der zweithöchsten Kategorie. In der Saison 2020 selbst konnten sie vier Siege erzielen und musste nach ihrem Spiel hoffen, dass die Karachi Kings in einem weiteren Spiel die Islamabad United schlugen, um sich für die Playoffs zu qualifizieren. Dies geschah und so schloss Peshawar die Vorrunde als viertes Team ab und qualifizierte sich für das Halbfinale. Dort unterlagen sie den Lahore Qalandars mit 5 Wickets und beendeten so die Saison.

## Abschneiden in der PSL
Das Team schnitt in der PSL wie folgt ab:
| Jahr | Spiele | Siege | Niederlagen | No Result | Endplatzierung (Vorrunde) |
| ---- | ------ | ----- | ----------- | --------- | ------------------------- |
| 2016 | 8      | 6     | 2           | 0         | Halbfinale (1/5)          |
| 2017 | 8      | 4     | 3           | 1         | Sieger (1/5)              |
| 2018 | 10     | 5     | 5           | 0         | Finale (3/6)              |
| 2019 | 10     | 7     | 3           | 0         | Finale (1/6)              |
| 2020 | 10     | 4     | 5           | 1         | Viertelfinale (4/6)       |